# Rachel's
Rachel's est un groupe de rock américain, originaire de Louisville, dans le Kentucky. Formé en 1991, le groupe compte un total de cinq album entre 1995 et 2003, avant de se séparer en 2012.

## Biographie
L'ancien guitariste de Rodan (en), Jason Noble, commence à jouer de la musique seul en se surnommant Rachel's, pour ensuite se regrouper avec les actuels membres centraux, le violoniste Christian Frederickson et la pianiste Rachel Grimes. Alors que le trio forme le cœur du groupe, les enregistrements et représentations de Rachel's incluent un ensemble variable de musiciens, jouant  divers instruments : violoncelle, contrebasse, piano, guitare, basse, percussions. Le style du groupe est influencé par la musique classique, plus particulièrement par la musique minimaliste de la fin du XXe siècle. Une influence majeure du groupe Rachel's est le travail du compositeur Michael Nyman.
Le groupe publie un premier enregistrement baptisé Handwriting, est publié le 23 mai 1995 aux États-Unis chez Quarterstick Records, une subdivision du label Touch and Go Records. Cet album est enregistré entre printemps 1991 et octobre 1994, et il reçoit de bonnes critiques. L'année 1996 voit la publication de deux albums Music for Egon Schiele et The Sea and the Bells. En 1999 ils publient l'album Selenography et l'année suivante partagent un EP avec le musicien Matmos.
En 2003, le groupe publie son cinquième et dernier album en date,. Rachel Grimes a poursuivi son activité de musicienne en solo en publiant Book of Leaves et The Clearing, ce dernier avec la participation de Christian Frederickson qui faisait partie du groupe et de Kyle Crabtree de Shipping News.
Le guitariste Jason Noble décède le 4 août 2012 des suites d'un cancer,. En 2017, Edward Grimes décède également à 43 ans.

## Discographie

### EP
- 2000 : Full on Night (partagé avec Matmos) (Quarterstick)
- 2005 : Technology Is Killing Music (Three Lobed Recordings)

### Autre
- 2002 : Significant Others (CD disponible uniquement sur la tournée)

## Membres
- Christian Frederickson - alto
- Edward Grimes - percussions (décédé)
- Rachel Grimes - piano, orgue
- Greg King - claviers
- Eve Miller - contrebasse
- Jason Noble - guitare, basse (décédé)